# Mike German, barone German
Michael James "Mike" German, Barone German (Cardiff, 8 maggio 1945), è un politico britannico.

## Biografia
Mike German è stato attivo come scautista nautico a Cardiff sin dalla tenera età. Ha frequentato il college a St. Illtyd, in Galles e successivamente il St. Mary's University College, Twickenham, vicino a Londra. Dopo la laurea, ha iniziato a studiare a distanza alla Open University e successivamente all'Università dell'Inghilterra occidentale. Dopo la laurea, ha lavorato dal 1966 al 1991 come insegnante di musica e membro volontario del Comitato consultivo della scuola. Nel 1991 è diventato capo degli affari europei al Welsh Joint Education Committee (WJEC).
Oltre al suo lavoro come insegnante, ha iniziato ad essere politicamente attivo in tenera età con i Liberal-Democratici nella sua città natale, Cardiff. Dal 1983 al 1996 è stato il leader dei Liberal Democratici a Cardiff, dal 1987 al 1991 è stato copresidente del consiglio comunale di Cardiff. Nel 1983 e nel 1987 è stato uno dei liberaldemocratici che ha sostenuto un'alleanza con l'SDP. Nelle elezioni del 1983, solo 3.452 voti lo separarono dalla vittoria. Nel 1996 è stato insignito del titolo di Ufficiale nell'Ordine dell'Impero britannico. Nel 1999 è stato eletto all'Assemblea nazionale per il Galles ed è stato rieletto rispettivamente nel 2003 e nel 2007.
Sotto la coalizione dei laburisti e dei liberaldemocratici del Galles, è stato Vice primo ministro e Ministro dell'economia e dei trasporti dal 2000 al 2001. A causa di accuse di frode mentre lavorava al WJEC, è stato sospeso come vice ministro dal 2001 ed è stato temporaneamente sostituito da Jenny Randerson. Le accuse in seguito si sono rivelate infondate. Dal 2002 al 2003 è stato Ministro degli affari rurali e della rappresentanza del Galles all'estero. Dall'ottobre 2007 al 2008, è succeduto a Lembit Opik come presidente dei Liberal Democratici in Galles.
Il 24 giugno 2010, è stato insignito come Barone German, di Llanfrechfa nel distretto di contea di Torfaen, e da allora è stato membro della Camera dei lord. A causa del suo ingresso alla Camera dei lord, dovette rinunciare al suo mandato all'Assemblea nazionale, succeduto dalla moglie Veronica German come membro del parlamento.

## Famiglia
Mike German è il padre di due figli dal suo primo matrimonio ed è sposato con Veronica German dal 2006.